# Сесілія Брехус
Сесілія Кармен Лінда Брехус (нар. 28 вересня 1981 р.) — норвезька професійна боксерка та колишня кікбоксерка. Завершила кар'єру як беззаперечна чемпіонка середньої ваги серед жінок з 2014 року і є першою жінкою у будь-якій ваговій категорії, яка одночасно займала титули WBA, WBC, IBF та WBO. Одна з семи боксерів в історії, жінок чи чоловіків, які одночасно тримають усі чотири титули, разом з Бернардом Хопкінсом (2004—2005), Джерменом Тейлором (2005), Теренсом Кроуфордом (2017), Олександром Усиком (2018—2019)), Кларессою Шилдс (2019—2011) та Кеті Тейлор (2019–).
У 2017 році Асоціація боксерських журналістів Америки визначила Брехус першою жінкою-бійчинею року. Книга рекордів Гіннеса вручила їй три визнання в 2018 році: найдовша діюча чемпіонка жіночого боксу, найдовша володарка чотирьох поясів безспірної чемпіонки з боксу, непереможена боксерка чемпіонка світу з найбільшою кількістю поєдинків. Станом на грудень 2018 року Брехус була найкращою у світі в напівсередній вазі, і третьою кращою pound for pound бійчинею за версією BoxRec.

## Життєпис
Народилась у Картахені, Колумбія. У два роки її удочерили норвезькі батьки. Виросла у районі Сандвікен в Бергені. Почала займатися кікбоксингом у 14. Невдовзі Брехус почала брати участь у змаганнях з аматорського боксу, і до виходу в професіоналки досягла аматорського рекорду 75-5-0.

## Кар'єра

### Кікбоксинг (напів-контакт)
- 2003 WAKO чемпіонка світу, напів-контакт до 65 кг
- 2002 WAKO чемпіонка Європи, напів-контакт до 65 кг[7]
- 3 Національних Чемпіонати
- 2 Х. М. Кубок Короля[8]

### Аматорський бокс
- Брехус провела 80 матчів і виграла 75 з них.
  - Срібна медаль на чемпіонаті світу 2005 року
  - Золота медаль на чемпіонаті Європи 2005 року
  - Срібна медаль на чемпіонаті Європи 2004 року

### Професійний бокс
У листопаді 2007 року Брехус підписала про-контракт з німецьким промоутером Вільфрідом Зауерландом, який заявив про намір зробити її першою чемпіонкою світу з Норвегії. Її перший поєдинок відбувся проти хорватської боксерки Ксенії Копрек 20 січня 2007 року.
14 березня 2009 року Брехус стала чемпіонкою світу з WBC у середній вазі, перемігши данську боксерку Вінні Сковгаарду. Вона також захопила вакантний титул середньої ваги жінок WBA.
Брехус успішно захистила свої титули 30 травня 2009 року проти Емі Юратовц у Хельсінкі, Фінляндія, та 12 вересня 2009 року проти Лусії Мореллі у Хернінгу, Данія.
Через вісім місяців, 15 травня 2010 року, Брехус успішно захистила свої титули WBA та WBC проти Вікторії Ціснерос із США, вигравши титул WBO. Матч відбувся в Хернінгу, Данія. У одноголосному рішенні судді оголосили перемогу Брехус в усіх 10 раундах. 30 жовтня 2010 року у найскладнішому поєдинку в своїй кар'єрі Брехус успішно захистила титули WBA, WBC та WBO проти Мікаели Лорен зі Швеції, зберігши титул чемпіонки Всесвітньої федерації професійного боксу (WPBF). Домінуючи увесь матч, Брехус нокаутувала Лорен в 7-му раунді. Матч відбувся в Ростоку, Німеччина.
14 вересня 2014 року, після перемоги над хорваткою Івані Хабазін, Брехус стала першою норвежкою і першою жінкою, яка отримала всі основні пояси чемпіонату світу у своєму ваговому дивізіоні (середня вага) в історії боксу. У 2010 році вона була визнана «Боксеркою року» німецьким боксерським журналом BoxSport.